# Овцата Шон: Филмът
„Овцата Шон: Филмът“ (на английски: Shaun the Sheep Movie) е британски стоп-моушън анимационен филм от 2015 г. на Aardman Animations and HiT Entertainment.
Базиран е на телевизионния сериал „Овцата Шон“, а главният персонаж е представен за пръв път в късометражния филм „A Close Shave“ (1995) от поредицата „Уолъс и Громит“. StudioCanal финансират филма и го разпространяват във Великобритания, Франция, Германия, Австралия и Нова Зеландия. „Овцата Шон: Филмът“ е представен на 24 януари като част от детската програма на фестивала „Сънданс“ и излиза по кината във Великобритания на 6 февруари.

## Награди и номинации
| Категория                                            | Номиниран(и)                                       | Резултат                    |
| Оскар (28 февруари 2016 г.)                          | Оскар (28 февруари 2016 г.)                        | Оскар (28 февруари 2016 г.) |
| ---------------------------------------------------- | -------------------------------------------------- | --------------------------- |
| Най-добър пълнометражен анимационен филм             | Най-добър пълнометражен анимационен филм           | номинация                   |
| Награди на БАФТА (14 февруари 2016 г.)               |                                                    |                             |
| Най-добър анимационен филм                           | Най-добър анимационен филм                         | номинация                   |
| Златен глобус (10 януари 2016 г.)                    |                                                    |                             |
| Най-добър пълнометражен анимационен филм             | Най-добър пълнометражен анимационен филм           | номинация                   |
| Ани (6 февруари 2016 г.)                             |                                                    |                             |
| Най-добър пълнометражен анимационен филм             | Най-добър пълнометражен анимационен филм           | номинация                   |
| Най-добър дизайн на продукцията в анимационен филм   | Най-добър дизайн на продукцията в анимационен филм | номинация                   |
| Най-добър монтаж в анимационен филм                  | Най-добър монтаж в анимационен филм                | номинация                   |
| Най-добра режисура на пълнометражен анимационен филм | Ричард Старзак и Марк Бъртън                       | номинация                   |
| Най-добър сценарий на пълнометражен анимационен филм | Ричард Старзак и Марк Бъртън                       | номинация                   |
| Европейски филмови награди (12 декември 2015 г.)     |                                                    |                             |
| Най-добър пълнометражен анимационен филм             | Най-добър пълнометражен анимационен филм           | номинация                   |
| Сателит (21 февруари 2016 г.)                        |                                                    |                             |
| Най-добър анимационен филм                           | Най-добър анимационен филм                         | номинация                   |
| Емпайър (20 март 2016 г.)                            |                                                    |                             |
| Най-добър анимационен филм                           | Най-добър анимационен филм                         | номинация                   |